# Akiko Sudo
Akiko Sudo (須藤 安紀子, Sudō Akiko, nascida em 7 de abril de 1984, em Kokubunji) é uma ex-futebolista japonesa que atuava como zagueira, atuou para NTV Beleza, na L. League.